# La notte delle streghe (film 2003)
La notte delle streghe (Cosa de brujas) è un film del 2003 diretto da José Miguel Juárez.

## Trama
Miguel Gironza uccide il suo socio in affari e poco dopo incontra una coppia di anziani con poteri sovrannaturali, un uomo e una donna di nome Nemesio e Remedios, accompagnati da un gatto nero, che gli promettono di esaudire ogni suo desiderio se accetta di restituire il favore quando rivedrà il loro gatto.
Miguel adotta Ángel, figlio del socio che ha ucciso, e diventa un criminale ricco e temuto da tutti, con una moglie giovane e avvenente, Maria. Tuttavia l'uomo si ammala, finisce su una sedia a rotelle, e la consorte inizia a tradirlo con Ángel.
Serafin, un ragazzo che lavora come fattorino, incontra un giorno Remedios e Maria, dopo aver salvato il gatto nero, e quest'ultima gli chiede di consegnare una lettera anonima a Miguel. Serafin finisce così in una serie di intricate vicende dove la sua vita è continuamente a rischio ma la fortuna gira sempre dalla sua parte.

## Produzione
La pellicola, di produzione spagnola, è un thriller horror con accenti di commedia ed erotismo in cui spicca la presenza di Manuela Arcuri tra i protagonisti. A proposito del suo ruolo nel film, l'attrice ha spiegato:

## Distribuzione
Il film è uscito nelle sale cinematografiche spagnole il 17 gennaio 2003.
In Italia è stato distribuito direttamente in DVD nell'ottobre 2007 da Mondo Home Entertainment come parte del periodico mensile Il Club del DVD.

## Critica
(Supereva.it)